# ربع دولار أمريكي
ربع الدولار الأمريكي (بالإنجليزية: quarter united states coin)‏ هو عملة الولايات المتحدة الأمريكية بقيمة 25 سنتًا وقد تغير تصميمها العكسي بشكل متكرر، أُنتج عام 1769 واستمر حتى عام 1831.